# Militärpatrull
En militärpatrull består av ett mindre antal personer som uppträder på rörlig fot. 
En patrull består av befälhavare och vanligen 2-10 personer samt utsänds på uppdrag vilka kräver rörlighet och dolt uppträdande. En spaningspatrull inhämtar underrättelser om fienden, skydds- och stridspatrull har tryggande uppgifter och utsänds under förposttjänst och i samband med strid, för-, sido- och efterpatrull skyddar förbandet under marsch, signalpatrull betjänar olika signalelement, bårpatrull transporterar sårade. 
Särskilt viktiga patruller förs av officer eller underofficer. 